# Представительство Украины при Европейском союзе
Представительство Украины при Европейском союзе — дипломатическая миссия Украины при Европейском союзе и Европейском сообществе по атомной энергии, находится в городе Брюссель (коммуна Эксель).

## История дипломатических отношений
Украина представлена при Европейском союзе с 1992 года. Первым представителем Украины при Европейских сообществах был Посол Владимир Василенко. В 1996 году Украина открыла в Брюсселе полноценное Представительство при Европейских сообществах. С июля 2010 года Представительство Украины при ЕС возглавлял Константин Елисеев, который до назначения занимал должность заместителя Министра иностранных дел Украины, ответственного за вопросы Европейского союза. С 2021 года Представительство возглавляет Всеволод Ченцов.

## Представители Украины при ЕС

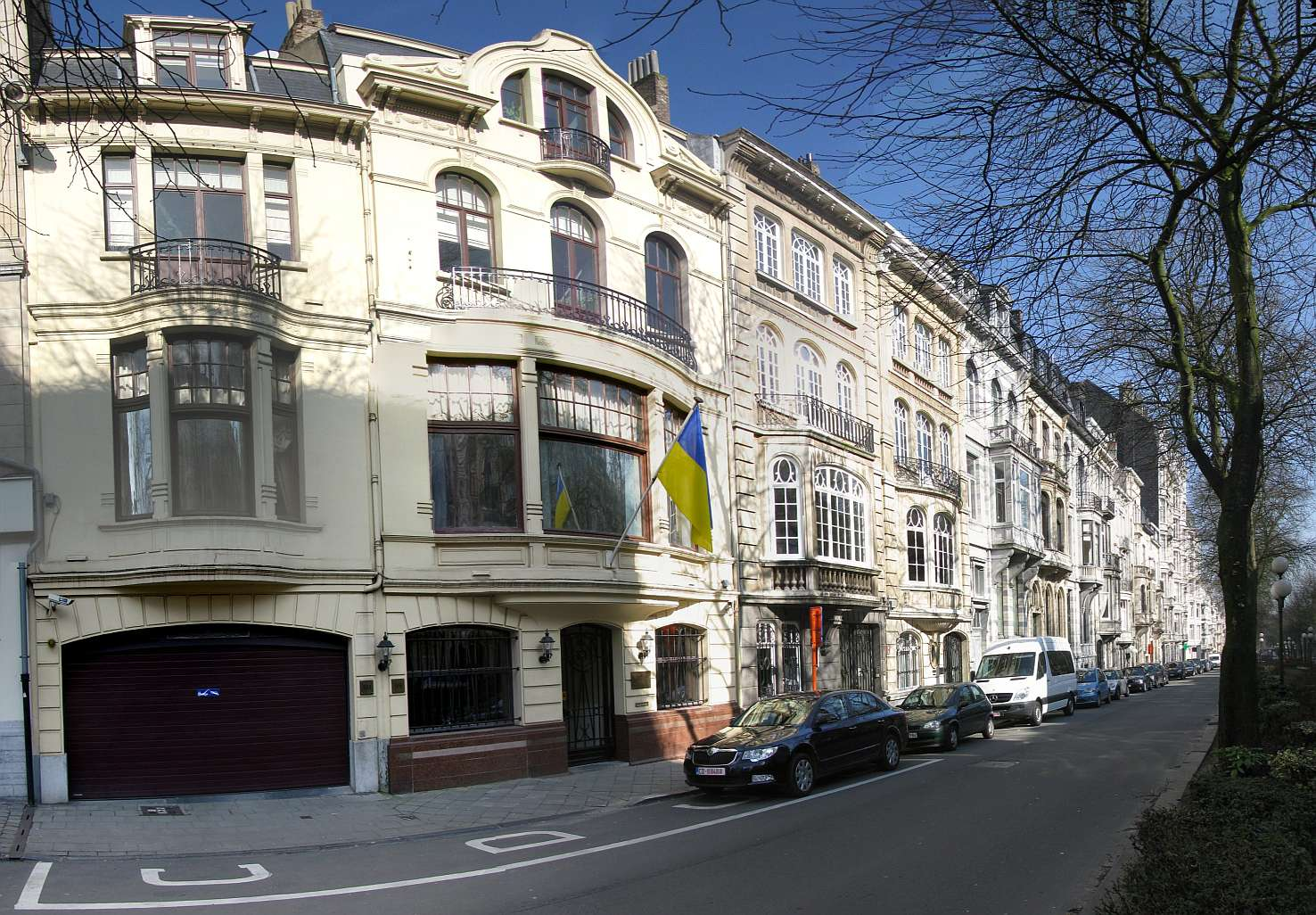
Здание представительства в Брюсселе

1. Владимир Андреевич Василенко (31 августа 1992 — 1995)[2]
2. Игорь Александрович Митюков (24 июля 1995 — 1997)[3]
3. Борис Николаевич Гудыма (10 декабря 1997[4] — 21 марта 2000[5])
4. Роман Васильевич Шпек (5 мая 2000[6] — 11 декабря 2007[7])
5. Андрей Иванович Веселовский (17 марта 2008[8] — 12 мая 2010[9])
6. Константин Петрович Елисеев (29 июня 2010[10] — 15 июля 2015[11])
7. Любовь Васильевна Непоп (2015—2016) временный поверенный
8. Николай Станиславович Точицкий (4 февраля 2016[12] — 6 апреля 2021[13])
9. Всеволод Валерьевич Ченцов (с 25 августа 2021[1])

## Ссылка
- Министерство иностранных дел Украины